# Ворона аляскинська
Ворона аляскинська (Corvus caurinus або Corvus brachyrhynchos caurinus) — вид чи підвид горобцеподібних птахів роду крук (Corvus) родини воронових (Corvidae).

## Опис
Ворона аляскинська середнього розміру, від 41.9 до 44.5 см у довжину і вагою від 340 до 440 грамів. Розмах крил приблизно 99 см, а пір'я переливається на світлі, чорне з синьо-фіолетовим на голові, шиї, спині, крилах і хвості. Очі димчасто-буро-сірого кольору, дзьоб блискучий і товстий, хоча менший і менш потужний, ніж у звичайних ворон (Corvus corax). Є також щетиноподібне пір'я, що вкриває ніздрі. Ворона аляскинська має товсті чорні ноги з великими лусками тільки на лицьовій стороні. Кінчики складених крил не досягають кінчика хвоста, який має злегка закруглені кінці. Статі схожі, хоча самець трохи більший від самиці.
Молодь від 3 до 15 місяців теж чорна, але пір'я тьмяніше, ніж у дорослих. Молоді особини від 1 до 3 місяців мають більш розтріпане, пухнасте пір'я чорно-матового кольору й у них блакитні очі.
C. caurinus можна відрізнити від C. brachyrhynchos тим, що вона на близько 10 % менша. Вона також менша, ніж звичайна ворона (C. corax), і в той час, як C. corax має клиноподібний хвіст, хвіст C. caurinus квадратний. C. corax також має волохате горло, а C. caurinus — ні.

## Таксономія
Цей таксон був описаний Спенсером Фуллертоном Бейрдом у 1858 році. Американське орнітологічне товариство у 2020 році визнало його підвидом Ворони американської (C. brachyrhynchos), про що повідомлено в Контрольному списку птахів Північної Америки Підвид утворює численні гібридні і перехідні форми з C. brachyrhynchos (sensu stricto) у прибережних районах штату Вашингтон і провінції Британська Колумбія
«Ворона аляскинська оригінально була описана на підставі різниці розмірів, яко менша, аніж ворона американська, а також на підставі відмінностей у поведінці. Але протягом років люди, які переглядали зразки або спостерігали за птахами в польових умовах, здебільшого прийшли до висновку про неоднозначність відмінностей. Тепер дослідження геномів показують, що насправді це все варіації всередині виду, радше ніж два окремі види.»

- Terry Chesser, голова Комітету контрольного списку Американського орнітологічного товариства.

## Поширення
Країни проживання: Канада (Британська Колумбія); США (Аляска, Вашингтон). Живе тільки уздовж берегів у північно-східній частині Тихого океану між південною Аляскою і північним краєм штату Вашингтон. Мешкає в основному в прибережних районах, що межують з припливними зонами, але також її можна побачити уздовж великих річок, до 120 км вглиб континенту. Живе як правило, поруч з лісовими масивами, але не обов'язково в гущавині та переселяється на узлісся під час суворих погодних умов у зимовий період. Ворона аляскинська, також, ймовірно, живе поруч з колоніями морських птахів і звалищами. Її також бачили в дельтах річок, поблизу прибережних заток, прибережних сіл, селищ і міст, а також на сільськогосподарських угіддях. Висота проживання від 0 до 1700 м н. р. м.

## Спосіб життя

### Поведінка
C. caurinus живуть у сезон розмноження як територіальні пари. Після завершення піклування над дітьми, вони поступово зменшують територіальну поведінку і в кінцевому підсумку вся сім'я йде, щоб жити у великих ночівельних спільнотах. У межах ночівельних спільнот, деякі птахи будуть діяти як вартові, стежачи за доступністю їжі, можливими злодіями і хижаками. Вони спілкуються з іншою частиною стада через вигуки. Незрілі птахи і пташенята, як відомо, граються одне з одним під час польоту. C. caurinus не мають ієрархії в рамках ночівельних груп, але самці, як правило, домінують над самицями, а самиці домінують над однорічними і пташенятами.
Ворона аляскинська ходить, стрибає і літає. Політ з постійними, регулярними помахами крил. Ворони використовують сильні вітри, щоб ковзати вздовж скель. Вони літають близько 30 км/год і мають удари крил швидші, ніж у С. brachyrhynchos. Вони дуже маневрові в польоті.
Під час шлюбного сезону, пари захищають територію близько 0,48 га. Гніздові пари, як правило, повертаються до тієї самої території кожного сезону розмноження, і використовують ті самі місця ночівель іншої частини року. Оселища ночівельних спільнот змінюються залежно від наявності їжі.
Спілкуються в основному вигуками. Вони мають різні вигуки за значеннями: готовність територіальної оборони, прохання їжі, самці мають конкретний заклик, яким сигналізують самиці про наявність їжі. У рамках ночівельних груп використовуються вигуки попередження про хижака. Вони також використовують деякі візуальні жести, в основному, щоб оголосити панування, права на територію і про свою готовність до спаровування.

### Живлення
Ворони аляскинські всеїдні. Вони можуть і будуть їсти майже все, що вони можуть знайти: від дрібних безхребетних, людського сміття до плодів. Уздовж берегів вони харчуються в основному молюсками (Venerupis philippinarum і Protothaca staminea) ракоподібними й морськими їжаками (Dendraster excentricus і Strongylocentrotus purpuratus). Ворони підіймають цих тварин вгору, летять високо в повітрі, і кидають їх на скелі, щоб розбити. Можуть вкрасти яйця і пташенят сокола-сапсана (Falco peregrinus) і бакланів (Phalacrocoracidae), серед інших. Ожина та інші ягоди є важливою частиною їхнього раціону, як і багато форм падла, такого як риба, мертві тюлені, мертві птахи, вбиті на дорогах тварини й мертві комахи з решіток автомобілів. Вони можуть гуляти по березі, копатися в піску у пошуках молюсків, колоти землю в пошуках комах. Вони також можуть ритися в сміттєвих баках і на звалищах.
C. caurinus також збирають на потім їжу вранці й увечері. Збережені продукти включають молюсків, бакланові яйця, крабів і рибу. Збережений набір продуктів, як правило, відновлюється впродовж 24 годин. Вони також приносять їжу для молоді й самиць, які висиджують яйця. Зберігання їжі, мабуть, відбувається в основному на початку сезону розмноження під час припливу. Вважається, що однією з основних функцій запасів їжі є те, що це гарантує їжу для самиці і пташенят в той час, коли їжа може стати дефіцитною. C. caurinus ховає їжу в рослинності й уздовж скель. Вони, здається, добре пам'ятають положення сховків.

### Розмноження
Молодь досягає статевої зрілості у віці від 15 до 20 місяців. Вони спарюються і починають будувати гнізда з початку лютого і до кінця березня. Ця ворона гніздиться один раз на рік, але гніздиться повторно якщо місце гніздування було порушене на початку сезону. Будування гнізда відбувається тільки у світлий час доби і в гарну погоду. Гнізда будуються з гілля, опалого з дерев, трави і моху, а також інших об'єктів та ґрунту. C. caurinus вистелюють свої гнізда мохом, пір'ям чайок і ворон, овечою вовною та іншим м'яким матеріалом.
Взагалі поодинокі, але іноді будують гнізда поблизу з кількома іншими парами, утворюючи невеликі колонії на деревах, а іноді і великих чагарниках. Дуже рідко, гніздяться на скелях у поглибленні або навіть на землі у віддаленому районі, якщо місце знаходиться під навислою скелею. Типово ворона кладе від 3 до 6 яєць у гніздо, по одному в день. Яйця блідо-синюваті з темними коричневими плямами й овальної форми. Вони мають гладку, злегка глянсову поверхню, довжиною близько 40 мм і шириною 28 мм.
Інкубація швидше за все починається на другий день, і виконується тільки самицею. Інкубаційний період становить близько 18 днів. У цей час самець годує самицю, перебуваючи найчастіше на невеликій відстані від гнізда. Після того, як потомство вилупиться, самиця C. caurinus почати годувати пташенят.
C. caurinus, як правило, залишають гніздо назавжди через 31 день. Всі пташенята залишають гніздо в той самий день і перебувають на довколишніх деревах і чагарниках, роблячи короткі перельоти, коли їхні батьки далеко. Вони починають досліджувати прилеглі території між 10 і 14 днів і починають прогодовувати себе вже на 55 день після вилуплення. Батьки C. caurinus годують пташенят 77 днів. Батьки захищають своє потомство протягом усього цього часу.

### Тривалість життя
C. caurinus, як правило, живе близько 12 років в дикій природі. Найбільша відома тривалість життя становить 17 років. Близько 10 % яєць не вилуплюються і багато пташенят або голодують, або бувають вбиті перш ніж залишають гніздо. Деякі пташенята в прибережних територіях потрапляють в океан або їх вбивають у сусідніх колоніях чайок. Хвороби спричинюють певну кількість смертей C. caurinus. Основна відома причина смерті розважальна стрільба в Британській Колумбії, але наявність харчів, імовірно, є великим обмежувальним фактором щодо чисельності популяцій. C. caurinus не виживають у неволі.

### Вороги
Відомі вороги: Circus cyaneus, Accipiter striatus, Buteo jamaicensis, Asio otus, Sciurus carolinensis, Felis silvestris, Canis lupus familiaris, Procyon lotor, Accipiter gentilis, Accipiter cooperii, Haliaeetus leucocephalus, Thamnophis. C. caurinus служать господарями для паразитів: Protocaliphora braueri, Ceratophyllus niger і Myrsidea interrupta.

### Екологічне значення
Оскільки чорниця є важливою частиною раціону, ворона служить поширювачем насіння чорниці. C. caurinus має важливе санітарне значення для людини. Вона тримає берегову лінію і прибережжя вільними від сміття і падла. Вона також відіграє важливу роль у підтримці екосистеми припливного басейну. Дослідження показують, що хижі морські птахи, в тому числі С. caurinus є важливим фактором для боротьби з популяціями морських їжаків. Ворони аляскинські утримують під контролем популяції молюсків і крабів, що перешкоджає перенаселеності та сприяє збереженню біорізноманіття в океані і припливно-відпливній зоні.

## Галерея

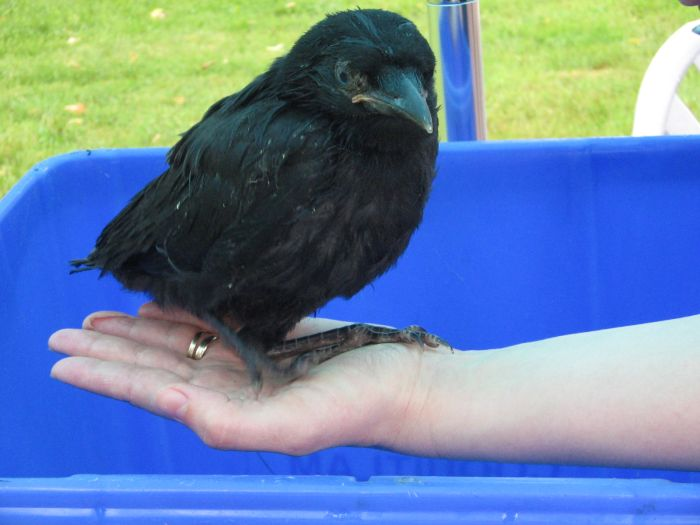
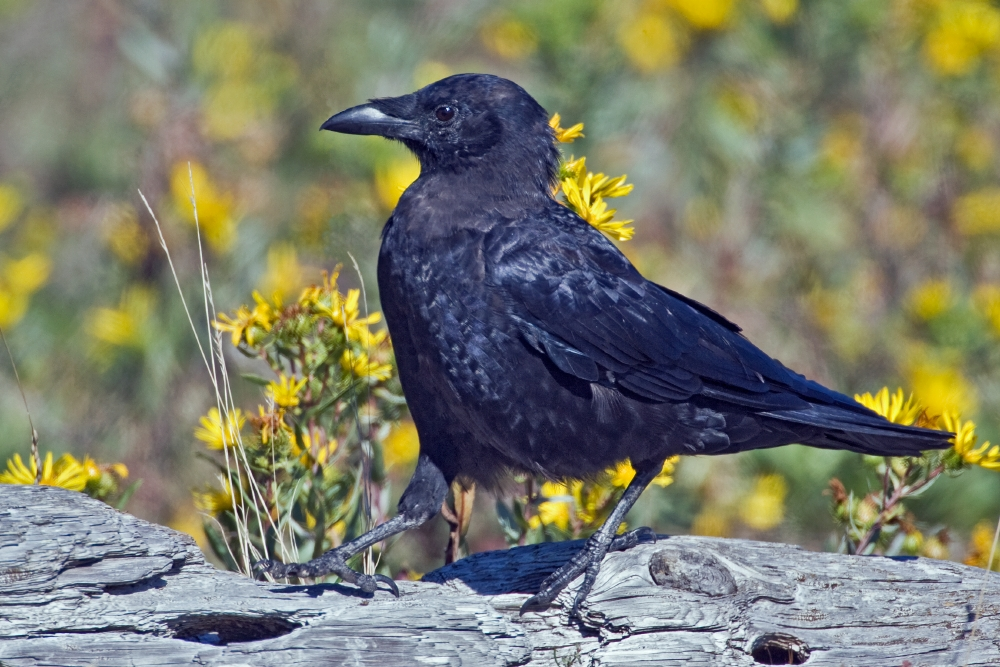
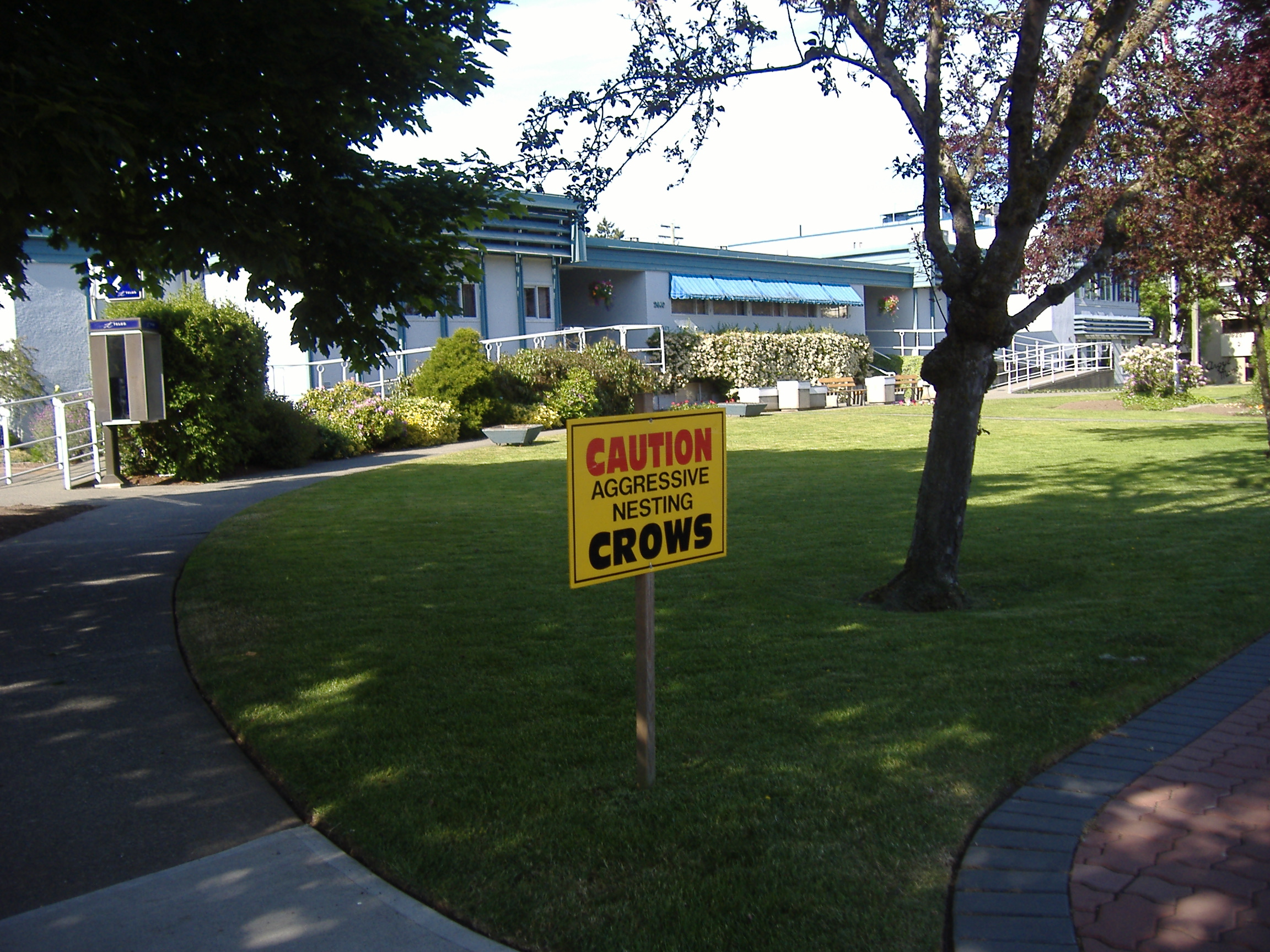
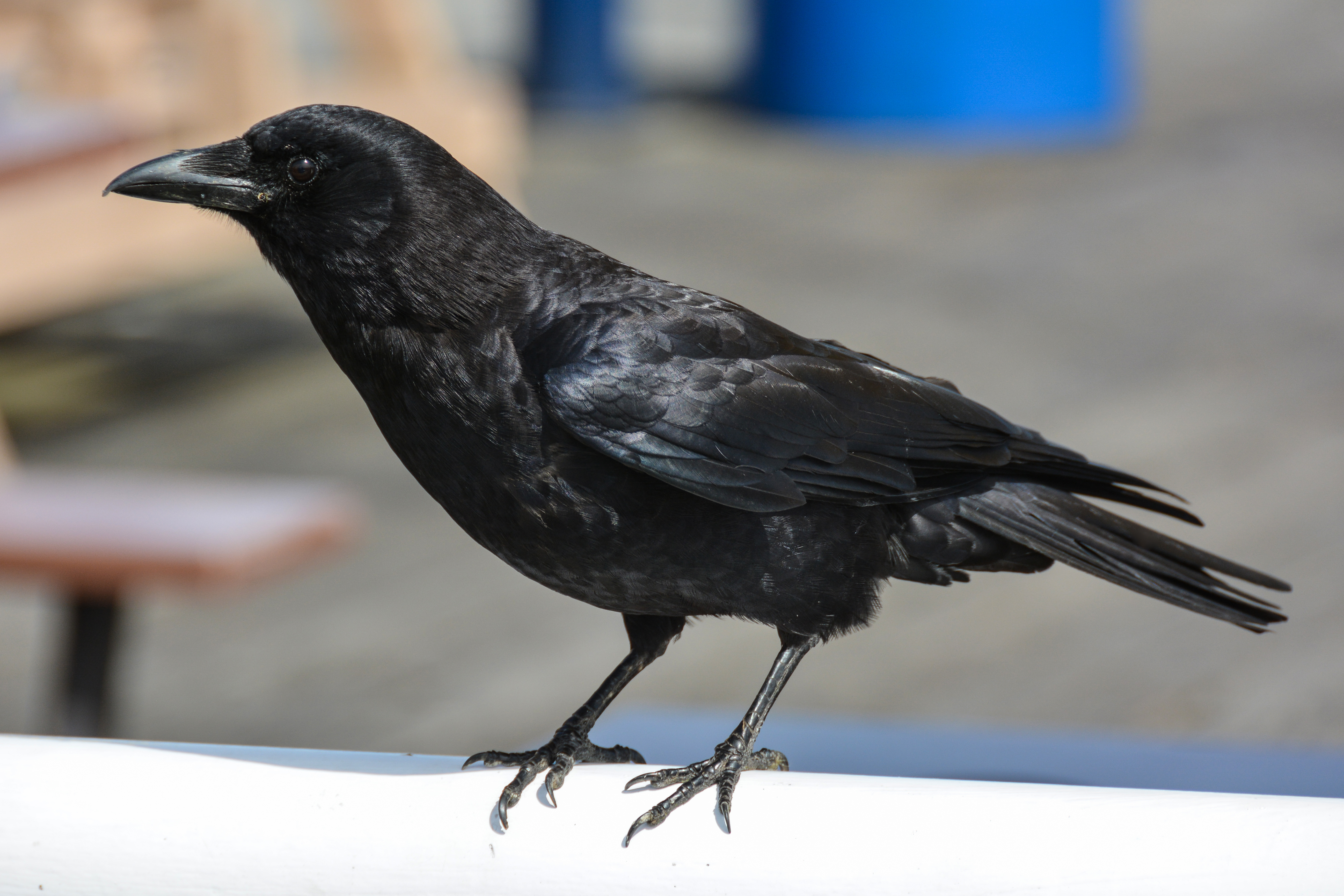